# Colla margaritacea
Colla margaritacea är en fjärilsart som beskrevs av Heinrich Benno Möschler. Colla margaritacea ingår i släktet Colla och familjen silkesspinnare. Inga underarter finns listade i Catalogue of Life.